# Neufahrn bei Freising
Neufahrn bei Freising est une commune de Bavière (Allemagne), située dans l'arrondissement de Freising, dans le district de Haute-Bavière.